# 1854年逝世人物列表
1854年逝世人物列表：1月 - 2月 - 3月 - 4月 - 5月 - 6月 - 7月 - 8月 - 9月 - 10月 - 11月 - 12月
下面是1854年逝世的知名人士列表。

## 1月

### 8日
- 威廉·貝雷斯福德，第一代貝雷斯福德子爵，英國將軍和政治家

## 2月

### 10日
- 何塞·華金·德·埃雷拉，墨西哥總統

### 17日
- 約翰·馬丁，英國畫家

### 25日
- 安·沃克，英國地主和慈善家

## 3月

### 6日
- 查理斯·威恩，第三代倫敦德里侯爵

### 11日
- 威拉德·理查茲，美國宗教領袖

### 13日
- 湯瑪斯·塔爾弗德爵士，英國法學家
- 讓-巴蒂斯特·德·維耶爾，法國總理

### 18日
- 亞歷山大·艾倫，蘇格蘭商人，艾倫航運公司創始人

### 19日
- 威廉·波普·杜瓦爾，佛羅里達領地第一任文職總督

### 21日
- 佩德羅·瑪麗亞·德·安納亞，兩屆墨西哥總統[1]

### 26日
- 艾米莉·哈馬舍爾德，瑞典出生的美國音樂家

### 27日
- 第四代波特蘭公爵威廉·本廷克，英國政治家
- 帕爾馬公爵卡洛三世

## 4月

### 11日
- 卡爾·阿道夫·馮·巴塞多，德國醫生

### 15日
- 亚瑟·艾金，英國化學家、礦物學家

### 22日
- 尼古拉斯·布拉沃，三屆墨西哥總統[2]
- 多明戈·埃扎吉雷，智利慈善家

### 29日
- 第一代安格尔西侯爵亨利·佩吉特，英國將軍

## 6月

### 7日
- 查理斯·鮑丹，法國海軍上將

### 13日
- 羅西娜·雷吉娜·阿勒斯，德國演員

## 7月

### 6日
- 格奥尔格·欧姆，德國物理學家

### 16日
- 阿拔斯一世·希尔米帕夏，埃及帕夏

### 31日
- 撒母耳·威爾遜，美國人被認為是山姆大叔

## 8月

### 日期不詳
- 征服熊，拉科塔酋長

### 2日
- 海因里希·克勞倫

### 3日
- 琦善

### 9日
- 腓特烈·奧古斯特二世

### 14日
- 卡爾·卡爾，波蘭出生的演員和戲劇導演

### 20日
- 弗里德里希·威廉·約瑟夫·謝林，德國哲學家

### 21日
- 湯瑪斯·克萊頓，美國律師、政治家

## 9月

### 8日
- 安傑洛·邁，義大利紅衣主教、語言學家

### 12日
- 賈維斯·派克，俄亥俄州哥倫布市前市長

### 29日
- 雅克·勒羅伊·德·聖阿爾諾，法國將軍、法國元帥、戰爭部長

## 10月

### 1日
- 馬丁·普雷菲托·德·科斯，墨西哥陸軍上將

### 26日
- 薩克森-希爾德布格豪森的特蕾莎，巴伐利亞王后

## 11月

### 2日
- 喬治·莫格裡奇，英國作家、詩人

### 3日
- 馬克西姆·高奇，馬爾他平版畫家

### 9日
- 伊丽莎白·斯凯勒·汉密尔顿，慈善家，亞歷山大·漢密爾頓的妻子

### 25日
- 約翰·吉布森·洛克哈特，蘇格蘭作家

## 12月

### 9日
- 阿尔梅达·加勒特，葡萄牙作家

### 11日
- 馬蒂亞·內納多維奇，塞爾維亞總理

### 15日
- 卡美哈梅哈三世，夏威夷國王

## 未註明日期
- 康塞普西翁·馬里諾，委內瑞拉女英雄
- 烏爾蘇拉·戈伊蘇埃塔，玻利維亞女英雄
- 苏三娘，中國叛逆者